# اوروسور
اوروسور(به انگلیسی:Orosaurus) به معنی مارمولک کوهستانی، یک گونه شبیه به سوروپودومورف از دوره تریاس است که در آفریقای جنوبی کشف شد.

## طبقه‌بندی
هولوتایپ این گونه در سال ۱۸۶۳ کشف شد. سپس اولین بار توسط توماس هنری هاکسلی در سال ۱۸۶۷ براساس هولوتایپ شماره:(NHMUK R1626) که مربوط به انتهای پروگزیمال تیبیای چپ (به اشتباه به عنوان استخوان ران دیستال شناخته می شود) بود طبقه‌بندی شد. با این حال، هاکسلی از ارائه نام گونه خودداری کرد. ریچارد لیدکر در کاتالوگ خزندگان فسیلی خود در موزه تاریخ طبیعی لندن در سال ۱۸۸۹ به اشتباه اوروساروس را گونه‌ای مارمولک با نام اوروسور دانست و سپس نام اوروسورکاپنسیس را برای هولوتایپ شماره:(NHMUK R1626) انتخاب کرد. لیدکر همراه اوروساروس را یک دایناسور پَردار می‌دانست. فون هوئن (۱۹۴۰) با اوروساروس به عنوان گونه‌ای از یوسکلوسور، برخورد کرد.